# Hjellestad
Hjellestad ist ein Stadtteil im Stadtbezirk Ytrebygda in der norwegischen Stadt Bergen. Er befindet sich auf der Halbinsel Milde, etwa 20 Kilometer südwestlich des Stadtzentrums und hat 2078 Einwohner (Stand 2023). 
Eine Fährverbindung besteht zwischen Hjellestad, den Inseln Lerøyna und Bjelkarøyna sowie Klokkarvik auf der Insel Sotra in der Kommune Øygarden.